# William Fife
Pour les articles homonymes, voir Fife.

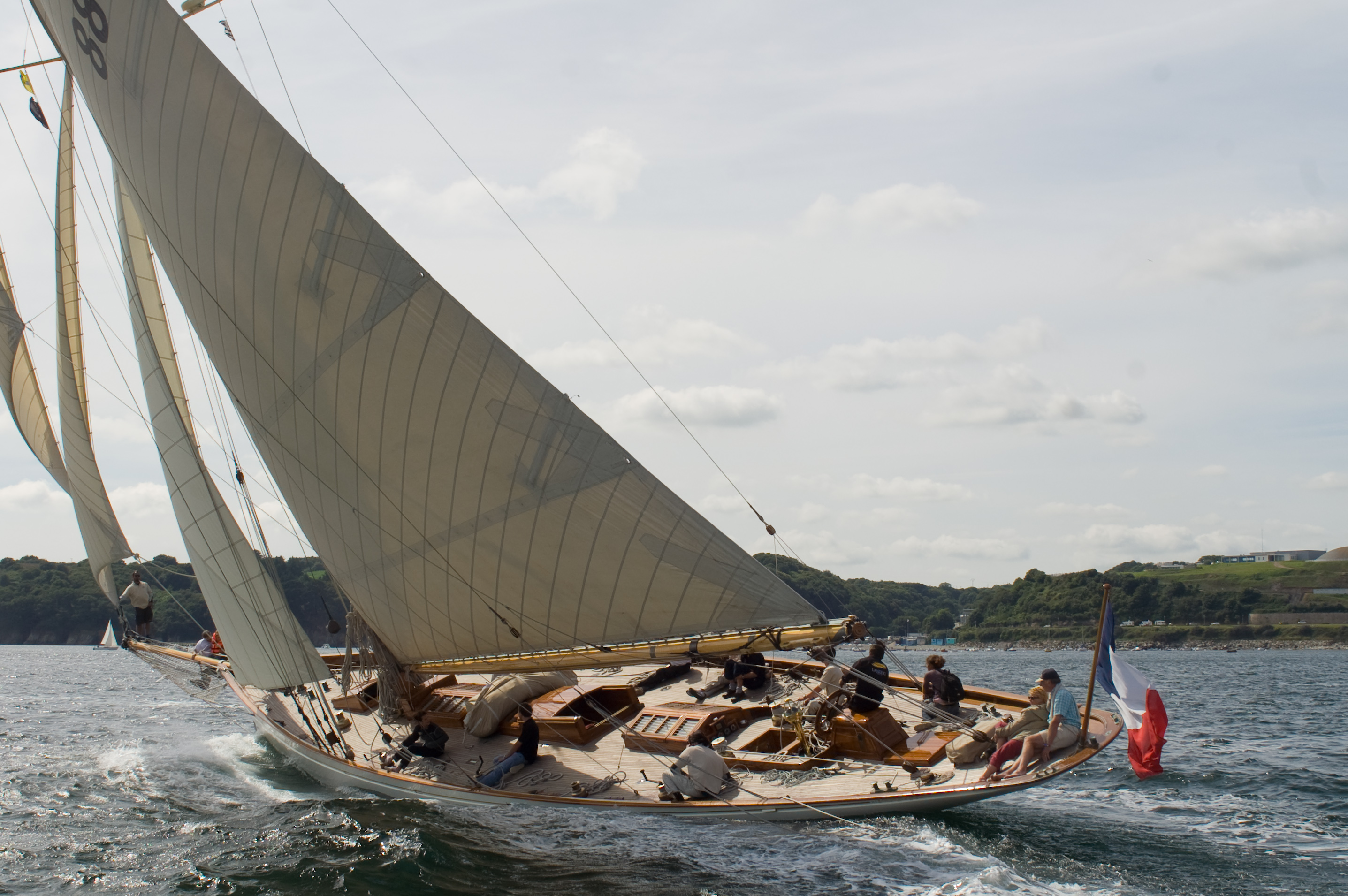
Moonbeam III (1903).

William Fife III, aussi connu sous le nom de William Fife Jr., né le 15 juin 1857 et mort le 11 août 1944, fait partie de la troisième génération d'une famille d'architectes navals et de constructeurs navals écossais.

## Biographie
Fife naît le 15 juin 1857 dans le petit village de Fairlie dans le North Ayrshire, sur la côte ouest de l'Écosse. Son père et son grand-père, tous deux prénommés William et souvent appelés Fife I et Fife II, étaient concepteurs et constructeurs navals à Fairlie. Le commerce familial était établi dans un chantier sur la plage du village. Fife commença la construction de yachts en 1890 et surpassa vite les réalisations de son père et de son grand-père jusqu'à devenir l'un des principaux architectes navals du moment.
William Fife hérite d'une prestigieuse lignée mais n'est pas long à établir sa propre réputation comme l'un des principaux architectes du monde du yachting. Dominant souvent ses concurrents, Fife est un maître de son domaine et reçoit des commandes des souverains européens mais aussi de clients d'Australie. Après le succès de son voilier Dragon (1888), Fife adopte un dragon stylisé comme emblème ; les bateaux sortant de Fairlie deviennent ensuite reconnaissables à ce logo.
Fife conçoit deux voiliers pour la Coupe de l'America commandés par le magnat du thé Thomas Lipton, qui courut la Coupe cinq fois. Fife conçoit Shamrock (1899) qui perd face à Columbia (1899) et Shamrock III (1903) qui perd face à Reliance (1903). Après l'établissement de la première Jauge internationale en 1906, Fife devient un architecte prolifique de voiliers métriques, notamment dans les classes des « 15 Metre JI » et « 19 Metre JI » dans les années précédant la Première Guerre mondiale.
L'explorateur des régions arctiques Jean-Baptiste Charcot a possédé de nombreux bateaux tous nommés Pourquoi-pas ? (sauf le Courlis et le Français). Le no 2 était un plan Fife goélette de 190 tonneaux construit en 1879 en Écosse (ex-St Byrne (?), ex-Aline, de 1896 à 1899), avec lequel il effectue un tour de l'Irlande durant l'été 1900.

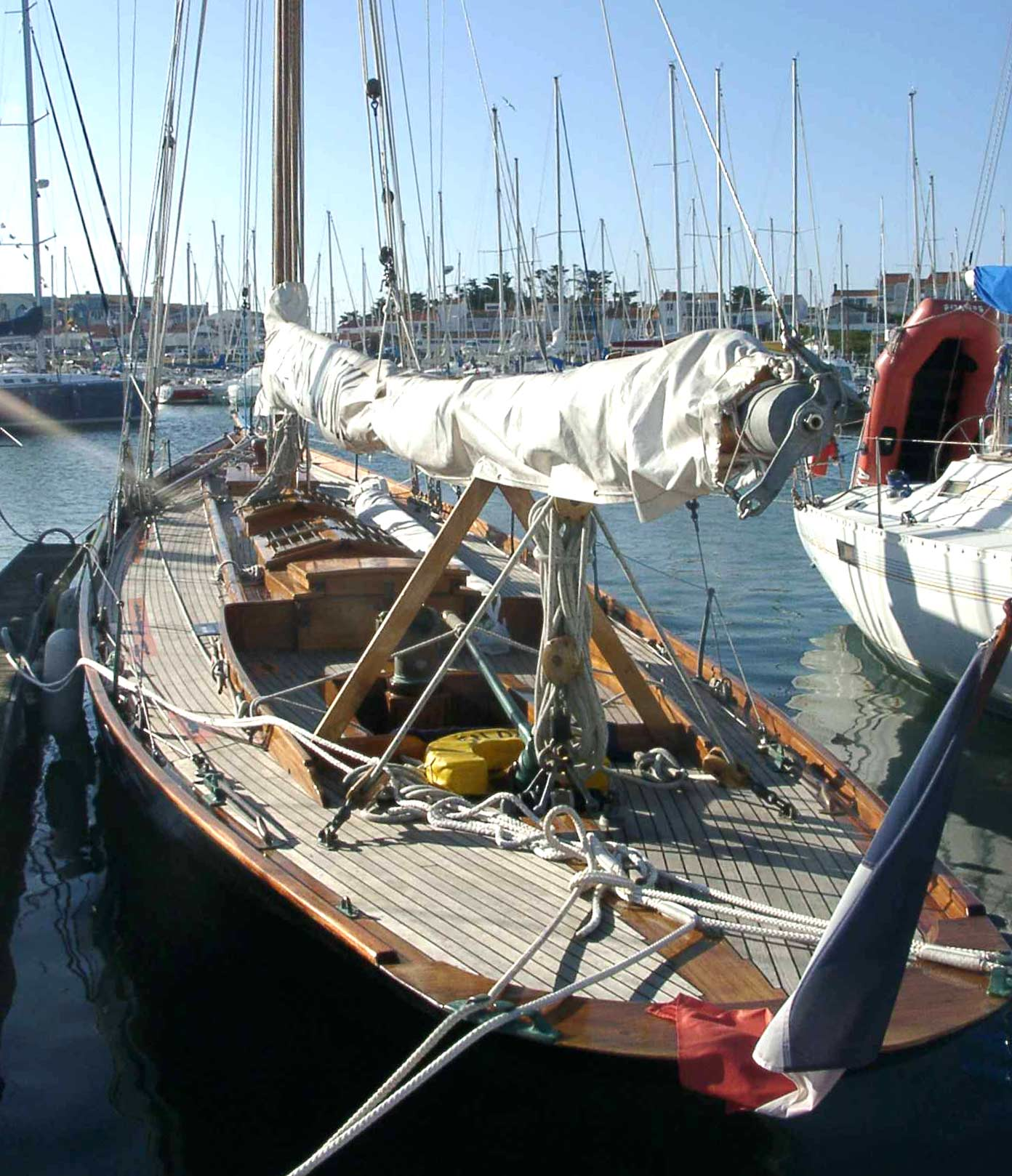
Pen Duick (ex-Yum 1898).

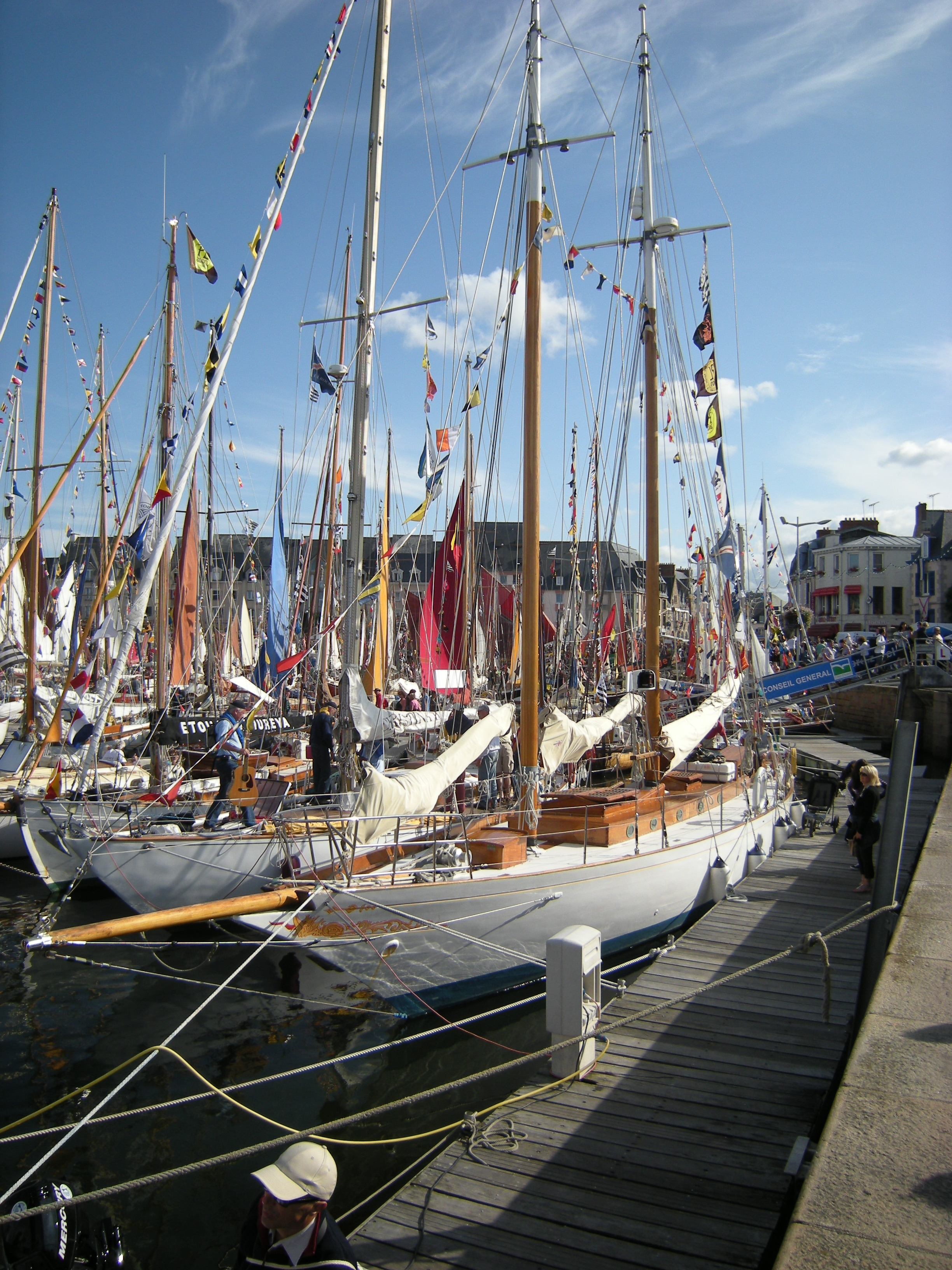
Elise (1912).

Le navigateur français Éric Tabarly, qui possédait le plan Fife Pen Duick (ex-Yum, 1898), parlait des bateaux conçus par Fife durant les premières décennies du XXe siècle : « Les grands architectes de cette époque étaient Herreshoff, Watson, Nicholson et William Fife. Parmi eux, Fife a acquis une réputation particulière grâce à l'esthétique et à l'équilibre de ses bateaux. De plus, ceux qui ont pris forme dans son chantier avaient une construction inégalée ».
Si Fife s'établit une solide réputation dans le domaine des courses de yachts, son travail inclut également un bon nombre de voiliers de croisière. William Collier de Fairlie Restorations, à Hamble, écrira à propos du travail de Fife dans les années 1920, que durant cette période « [Fife] conçut et construisit non seulement des voiliers métriques mais aussi une série de bons croiseurs. Cette combinaison caractérisait le chantier de Fairlie pendant l'entre-deux guerres. Comme la goélette Altaïr, plusieurs croiseurs montrent son entrée dans le XXe siècle, tels Cicely (1902) ou Suzanne (1906) ; de même, il y avait peu de différences entre ses ketchs pendant cette période. Perçus par certains comme anachroniques, ces yachts étaient souvent considérés comme représentant l'apogée des voiliers de croisière. »
Fife reçoit l'Ordre de l'Empire britannique pour son travail. Il meurt le 11 août 1944, sans s'être marié et sans héritier ; il est enterré à Largs. Le chantier continua sous la direction de son neveu Robert Balderston Fife, mais n'atteignit jamais la renommée qu'il avait connue avec William Fife.

### Voiliers de Plan Fife
Le chantier Fife acquiert également une réputation pour la qualité extrême de la construction de ses bateaux. Sur les plus de 600 yachts conçus par William Fife III, on estime qu'un peu moins de 100 bateaux existent encore ; parmi eux, 50 environ naviguent toujours.
Parmi les plus grands, on trouve Altaïr (1931), Astor ex-Ada (1924), Belle Aventure (1929), Cambria (1928), Elise (1912), Hallowe'en (1926), Hispania D5 (1909), Ierne (1914), Kurrewa IV ex-Morna (1913), Mariquita (1911), Mariska D1 (1908), Moonbeam III (1903), Moonbeam IV (1920), The Lady Anne D10 (1912), Tuiga D3 (1909).
En France on trouve aussi : le Nan of Fife 15 (1896), le Pen Duick (1898), le Viola (1908) classé Patrimoine maritime.
En Amérique du Nord, les ketchs Adventuress (1924) et Sumurun (1914) peuvent être trouvés en Nouvelle-Angleterre.